# Kalundborg Fjord
Kalundborg Fjord er en 12 kilometer lang fjord mellem halvøerne Røsnæs og Asnæs. Fjorden er mellem 11 og 17 meter dyb.
Inderst i fjorden ligger byen Kalundborg med Kalundborg Havn, der er en dybvandshavn.
55°42′N 10°58′Ø / 55.700°N 10.967°Ø